# 奈良県道271号平畑運動公園線
奈良県道271号平畑運動公園線（ならけんどう271ごう ひらはたうんどうこうえんせん）は、奈良県吉野郡大淀町を通る一般県道である。

## 概要
吉野郡大淀町大字矢走から吉野郡大淀町大字下渕に至る。
平畑運動公園から、下渕地区を貫き、近鉄吉野線 下市口駅以南は商店街となって、国道309号に至る。

### 路線データ
- 起点：吉野郡大淀町大字矢走（奈良県道279号平畑運動公園北線起点）
- 終点：吉野郡大淀町大字下渕（岡崎交差点、国道309号・国道370号交点）
- 総延長：3.1 km

## 地理

### 通過する自治体
- 奈良県
  - 吉野郡大淀町

### 交差する道路
| 交差する道路                  | 交差する場所 | 交差する場所      |
| ----------------------------- | ------------ | ----------------- |
| 奈良県道279号平畑運動公園北線 | 大字矢走     | 起点              |
| 国道309号 国道370号           | 大字下渕     | 岡崎交差点 / 終点 |

### 交差する鉄道
- 近鉄吉野線

### 沿線
- 平畑運動公園
- 大淀町役場
- 奈良県立大淀高等学校
- 近鉄吉野線 下市口駅
- 紀の川